# Дроздов Георгій Тихонович
Гео́ргій Ти́хонович Дроздо́в (9 грудня (26 листопада) 1904, село Плотки Смоленської губернії, тепер Духовщинського району Смоленської області, Російська Федерація — 3 липня 1986, місто Москва) — радянський партійний діяч, завідувач адміністративного відділу ЦК КП(б)У. Депутат Верховної Ради УРСР 3-го скликання.

## Біографія
Народився в бідній селянській родині.
З 1918 року працював секретарем, заступником голови комітету бідноти села Плотки, уповноваженим волосного комітету РКП(б) і волосного ревкому Смоленської губернії по продрозкладці та трудовій повинності, головою селянського комітету взаємодопомоги у селі Плотки Смоленської губернії, головою Плоткинського сільськогосподарського товариства.
У 1920 році закінчив учительські курси.
З вересня 1920 по січень 1921 року — завідувач Чижевської, Озерцької, Бібіковської шкіл для дорослих Смоленської губернії. Одночасно завідував сільськими хатами-читальнями. У 1922 році став членом комсомолу. До 1923 року — завідувач Булгаковською хатою-читальнею Смоленської губернії.
З 1923 року — відповідальний секретар Чижевського волосного комітету РКСМ Смоленської губернії. З січня 1924 по серпень 1925 року — завідувач Чижевської волосної хати-читальні, голова Чижевського волосного комітету політичної освіти в Смоленській губернії.
До 1926 року — відповідальний секретар Пречистенського волосного комітету РЛКСМ Смоленської губернії. У 1926—1928 роках — завідувач агітаційно-пропагандистського відділу, заступник секретаря Пречистенського волосного комітету ВЛКСМ Смоленської губернії.
Член ВКП(б) з 1926 року.
У серпні 1928 року закінчив вечірній сектор комвузу імені Молотова.
З серпня 1928 по травень 1929 року — старший інспектор політико-освітньої роботи Ярцевського повітового відділу народної освіти Смоленської губернії. У 1929—1930 роках — заступник завідувача Ярцевського окружного відділу народної освіти. У 1930—1932 роках — завідувач науково-методичного сектора, завідувач відділу політичної освіти Західного обласного відділу народної освіти.
З 1932 по 1933 рік навчався в Інституті марксизму-ленінізму, звідки був мобілізований на роботу в політичний відділ машинно-тракторної станції (МТС).
У 1933—1937 роках — заступник начальника політичного відділу машинно-тракторної станції з партійно-масової роботи, заступник начальника політичного відділу радгоспу, заступник начальника політичного сектора тресту радгоспів.
У 1937—1939 роках — слухач Вищої партійної школи при ЦК ВКП(б). Одночасно навчався на заочному відділі педагогічного інституту.
У 1939—1945 роках — на відповідальній роботі в апараті ЦК ВКП(б): інструктор, відповідальний організатор відділу партійних органів Управління кадрів ЦК ВКП(б).
У травні 1945—1948 роках — завідувач відділу кадрів партійних органів Управління кадрів ЦК КП(б). Одночасно з серпня 1946 по вересень 1947 року — заступник начальника, з вересня 1947 по листопад 1948 року — 1-й заступник начальника Управління кадрів ЦК КП(б)У.
У грудні 1948 — жовтні 1951 року — завідувач адміністративного відділу ЦК КП(б)У. Одночасно, член партійного комітету при секретаріаті ЦК КП(б)У, викладач Вищої партійної школи при ЦК КП(б)У.
У жовтні 1951 — 1953 року — заступник завідувача адміністративного відділу ЦК ВКП(б). Одночасно, у липні 1952 — 1953 року — завідувач підвідділу охорони здоров'я і соціального забезпечення адміністративного відділу ЦК ВКП(б).
У 1953—1954 роках — заступник завідувача відділу адміністративних і торговельно-фінансових органів ЦК КПРС. У 1954—1956 роках — заступник завідувача відділу адміністративних органів ЦК КПРС.
У вересні 1956 — 1959 року — заступник завідувача відділу адміністративних і торговельно-фінансових органів ЦК КПРС по РРФСР. У 1959—1961 роках — 1-й заступник завідувача відділу адміністративних і торговельно-фінансових органів ЦК КПРС по РРФСР.
У 1961—1967 роках — 1-й заступник міністра соціального забезпечення РРФСР.
З 1967 по 3 липня 1986 року — секретар Правління Радянського фонду миру.

## Нагороди
- орден Трудового Червоного Прапора (23.01.1948)
- два ордени «Знак Пошани» (1944, 1.12.1971)
- ордени
- медалі